# Bahnhof Nürnberg Frankenstadion
Der Bahnhof Nürnberg Frankenstadion (auch Nürnberg-Frankenstadion) ist ein Bahnhof in Nürnberg und liegt an der Bahnstrecke Nürnberg–Feucht und befindet sich zwischen dem Stadtteil Zerzabelshof im Norden und dem Volkspark Dutzendteich im Süden.

## Geschichte
Der Bahnhof wurde im Zusammenhang mit dem Bau der zweiten Nürnberger S-Bahn-Linie als Ersatz für den alten Bahnhof Nürnberg-Dutzendteich errichtet und am 22. November 1992 durch die Deutsche Bundesbahn eröffnet. Da die Kapazität der Anlagen besonders nach Veranstaltungen oft nicht ausreichte und sich immer wieder gefährliche Situationen auf dem Bahnsteig abspielten, wurde der Bahnsteig im Jahr 2002 von 145 auf 272 Meter verlängert und ein zusätzlicher Zugang am östlichen Bahnsteigende gebaut. Ein weiterer Umbau zur Kapazitätssteigerung erfolgte nach Vergabe der Fußball-Weltmeisterschaft 2006 an Deutschland, bei der Nürnberg auch als Austragungsort vorgesehen war. Dazu wurde in unmittelbarer Nähe, aber ohne direkte Fußgängerverbindung zum bestehenden S-Bahnhof ein Sonderbahnsteig errichtet. Die Baukosten für diese Maßnahme, durch die die gesamte Transportkapazität vom und zum Bahnhof Nürnberg Frankenstadion von 7.400 auf rund 15.200 Fahrgäste pro Stunde erhöht werden konnte, beliefen sich auf rund 8,8 Millionen Euro. Die Inbetriebnahme des Sonderbahnsteigs fand am 13. Mai 2006 statt.
Am 26. Januar 2019 wurden zwei Jugendliche, die einen Streit schlichten wollten, in das Gleisbett gestoßen und von einem Zug erfasst. In ihrem Gedenken wurde die „Frederik und Luca Stiftung“ gegründet, die ein friedliches Leben ohne Gewalt fördert.

## Anlage
Der Bahnhof verfügt über einen 272 Meter langen und 96 Zentimeter hohen teilweise überdachten Mittelbahnsteig an der S-Bahn-Strecke und über einen Bahnsteig an der Bahnstrecke Nürnberg–Regensburg, der 342 Meter lang und 76 Zentimeter hoch ist. Dieser befindet sich am Streckengleis Richtung Regensburg und hat eine weitere Bahnsteigkante mit einem neu errichteten Stumpfgleis für Pendelzüge Richtung Hauptbahnhof. Der Zugang erfolgt ebenerdig, während der Zugang zum S-Bahnsteig von der Unterführung Hans-Kalb-Straße und einer weiteren Unterführung aus erfolgt.

## Bedienung
Die S-Bahn-Station wird von der S-Bahn-Linie S3 (Nürnberg – Altdorf) angefahren. Bei Großveranstaltungen im Max-Morlock-Stadion oder der Arena Nürnberg wird der Bahnhof auch von der S-Bahnlinie S1 (Bamberg – Nürnberg – Neumarkt), Regionalbahnlinie RE50 (Nürnberg – Regensburg) und Sonderzügen, die durch die abweichenden Fußbodenhöhen der eingesetzten Wagen nur am Sonderbahnsteig halten können, bedient. Zudem ist die Station mit den Stadtbuslinien 44, 55, 94 und 95 verknüpft.
| Linie | Strecke | Takt                                                                 |
| ----- | --- | -------------------------------------------------------------------- |
| S3    | Nürnberg Hbf – Nürnberg-Dürrenhof – Nürnberg-Gleißhammer – Nürnberg-Dutzendteich – Nürnberg Frankenstadion – Fischbach (Nürnberg) – Feucht – Feucht-Moosbach – Winkelhaid – Ludersheim – Altdorf West – Altdorf Stand: Fahrplanwechsel Dezember 2023 | 20/40 min 20 min (HVZ und Nürnberg–Feucht montags–freitags tagsüber) |

## Bilder

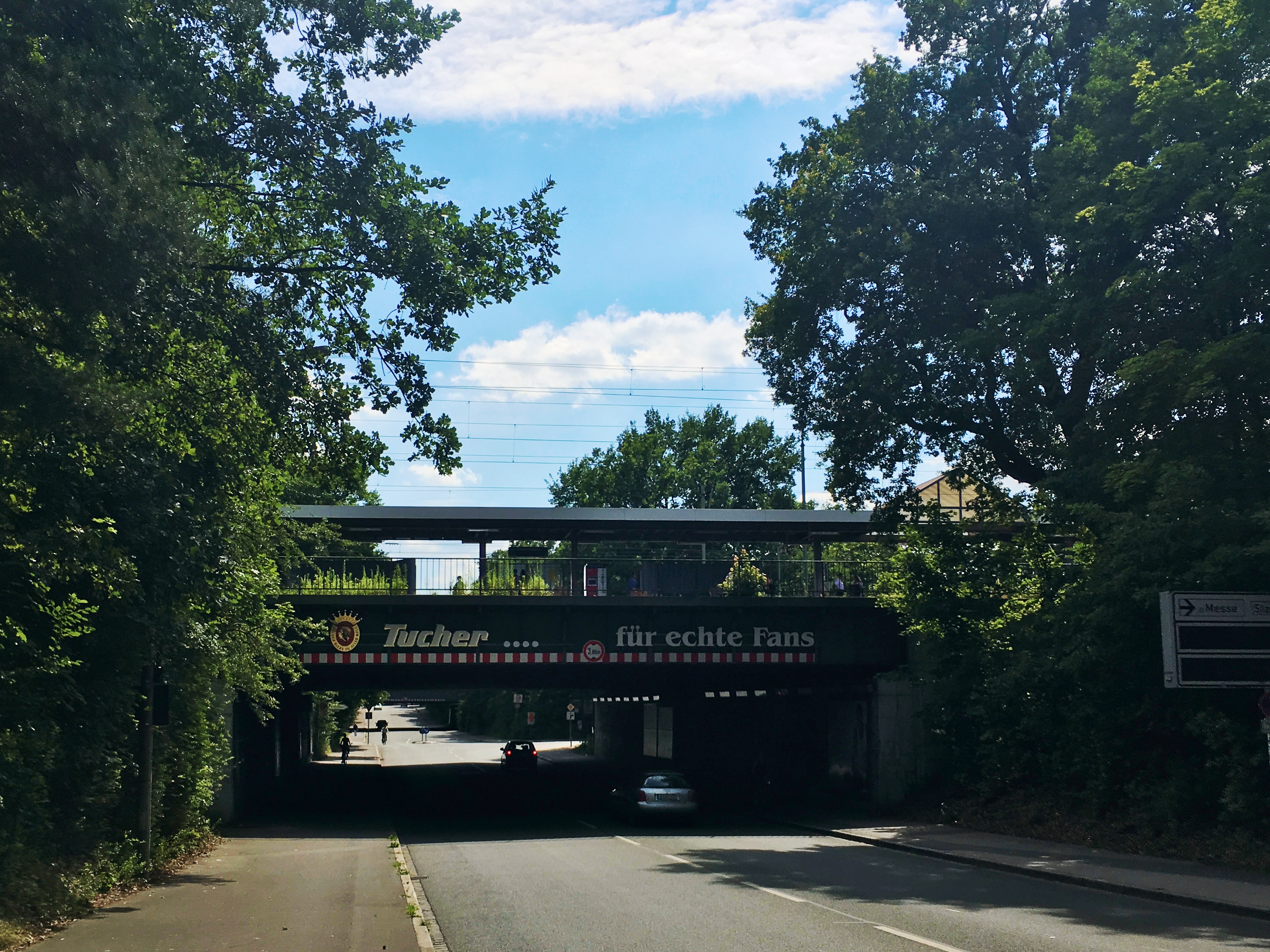
S-Bahnsteig über der Hans-Kalb-Straße
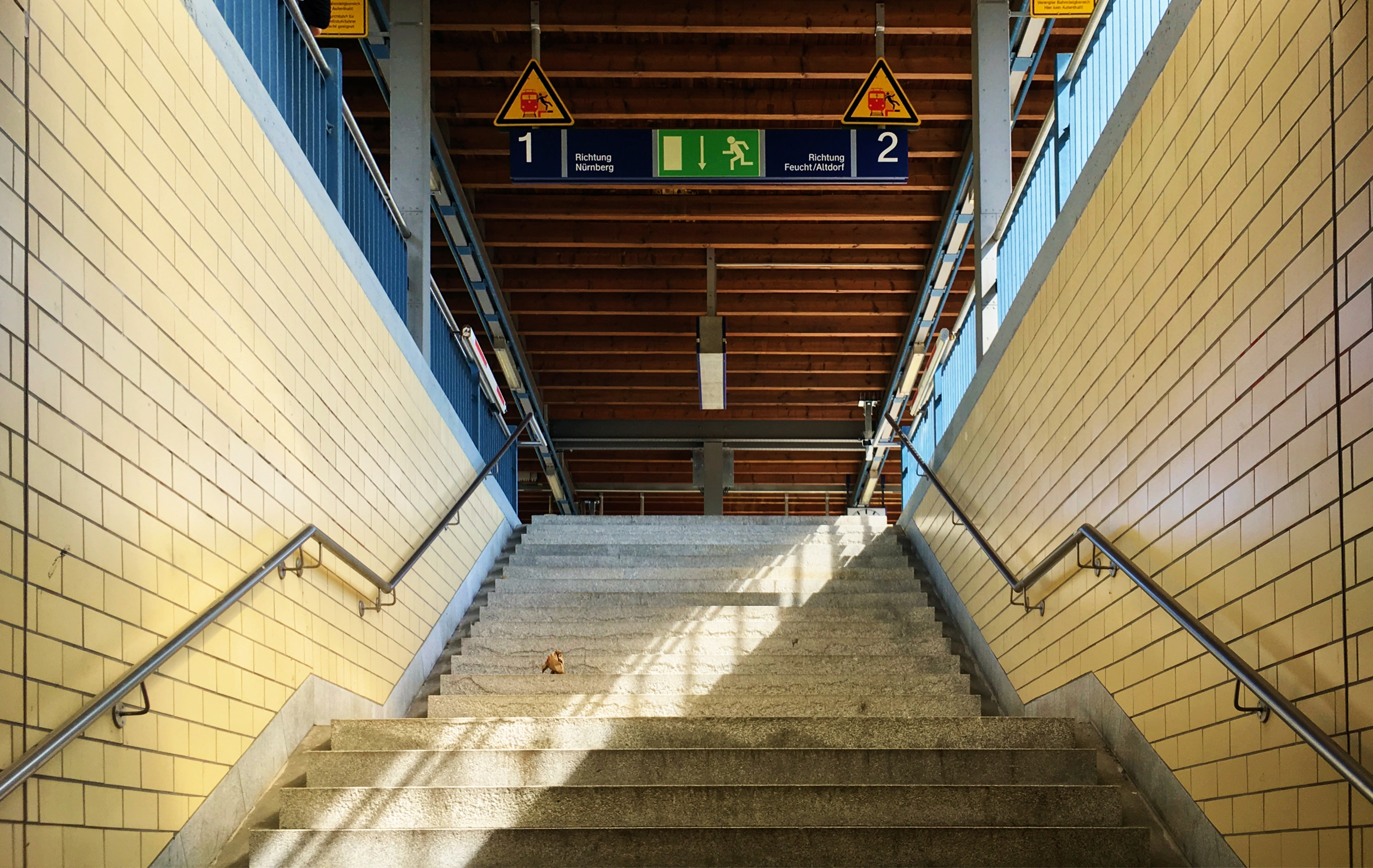
Aufgang zum S-Bahnsteig
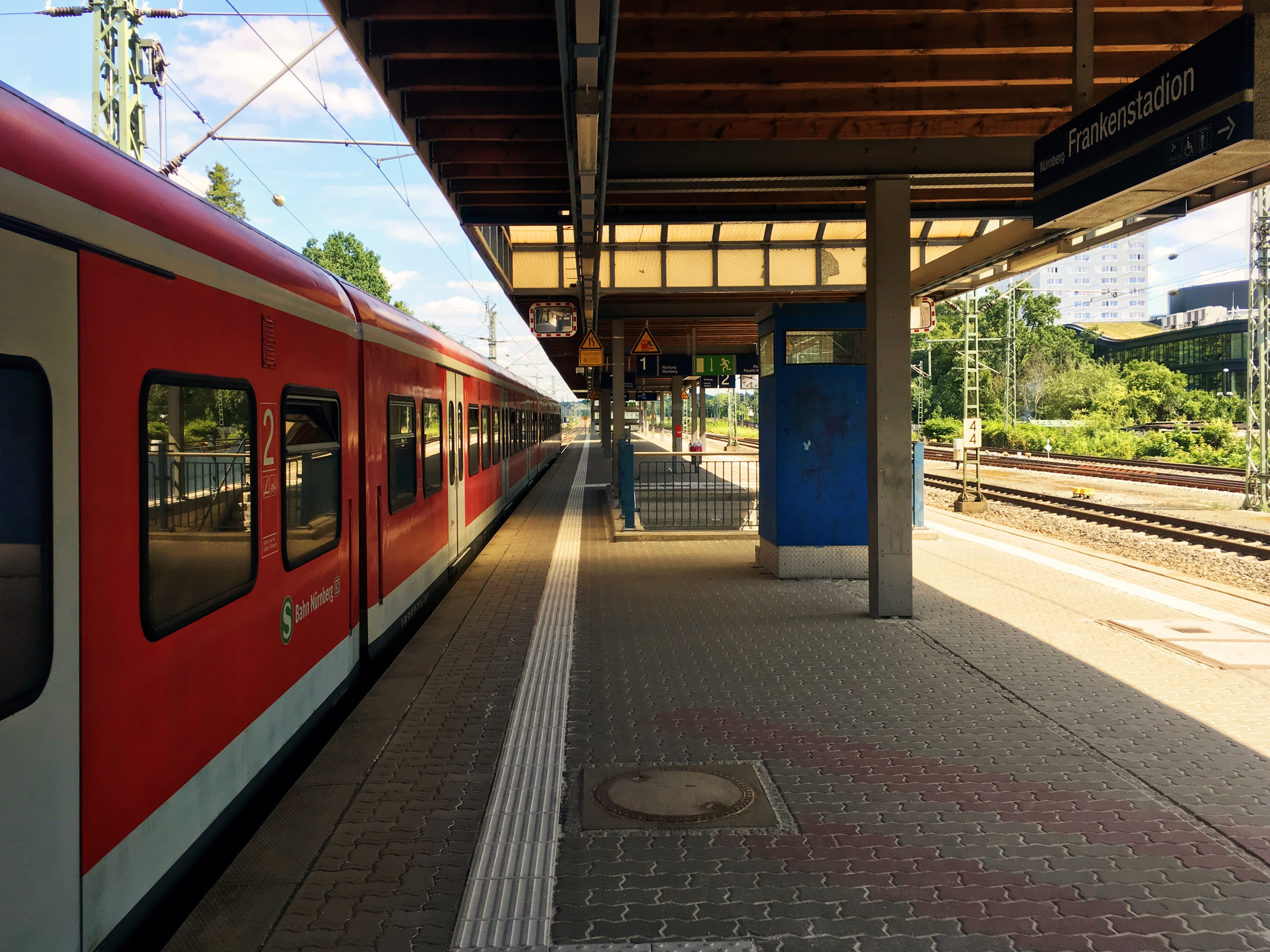
S-Bahnsteig mit S-Bahn
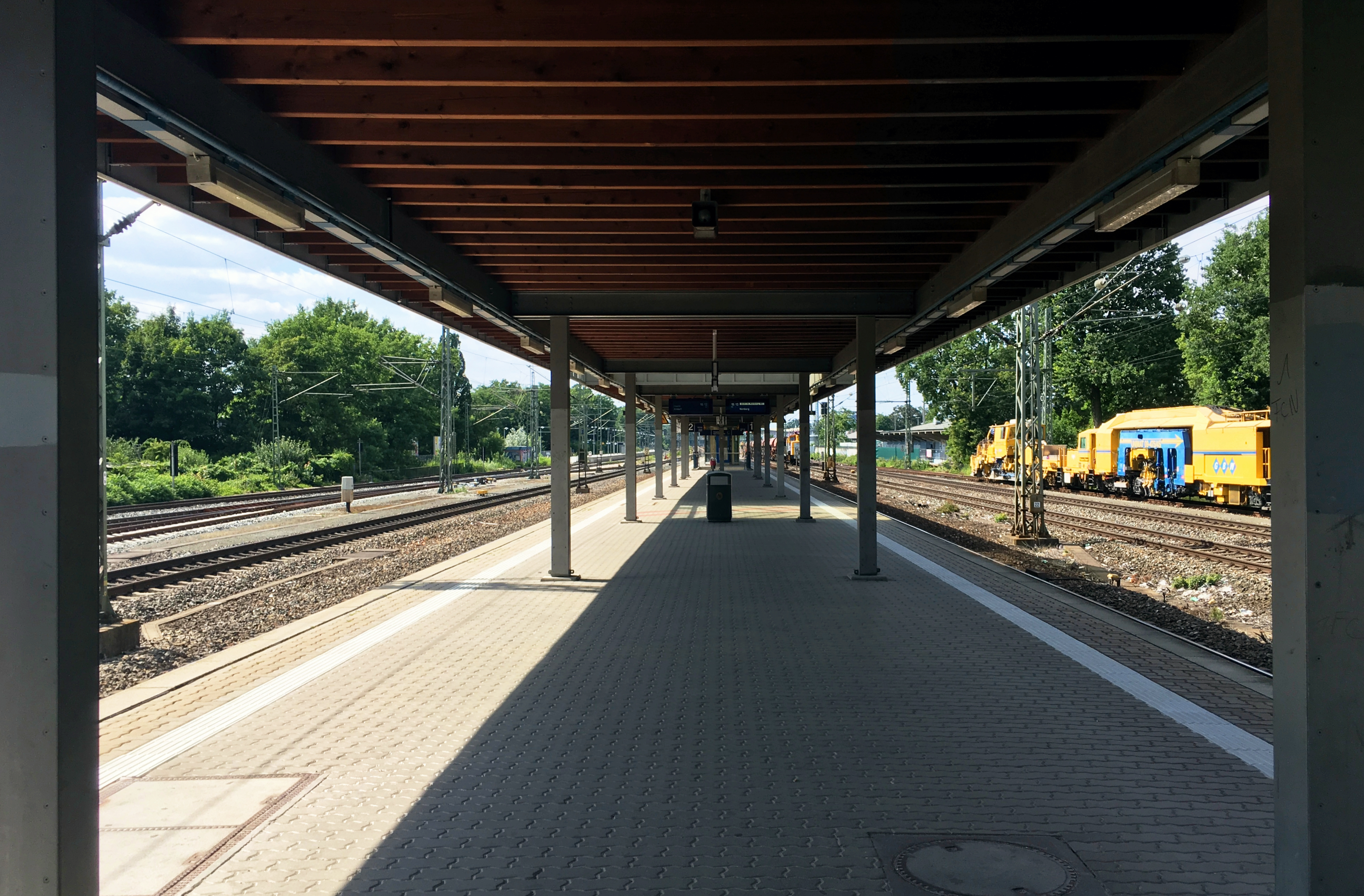
S-Bahnsteig
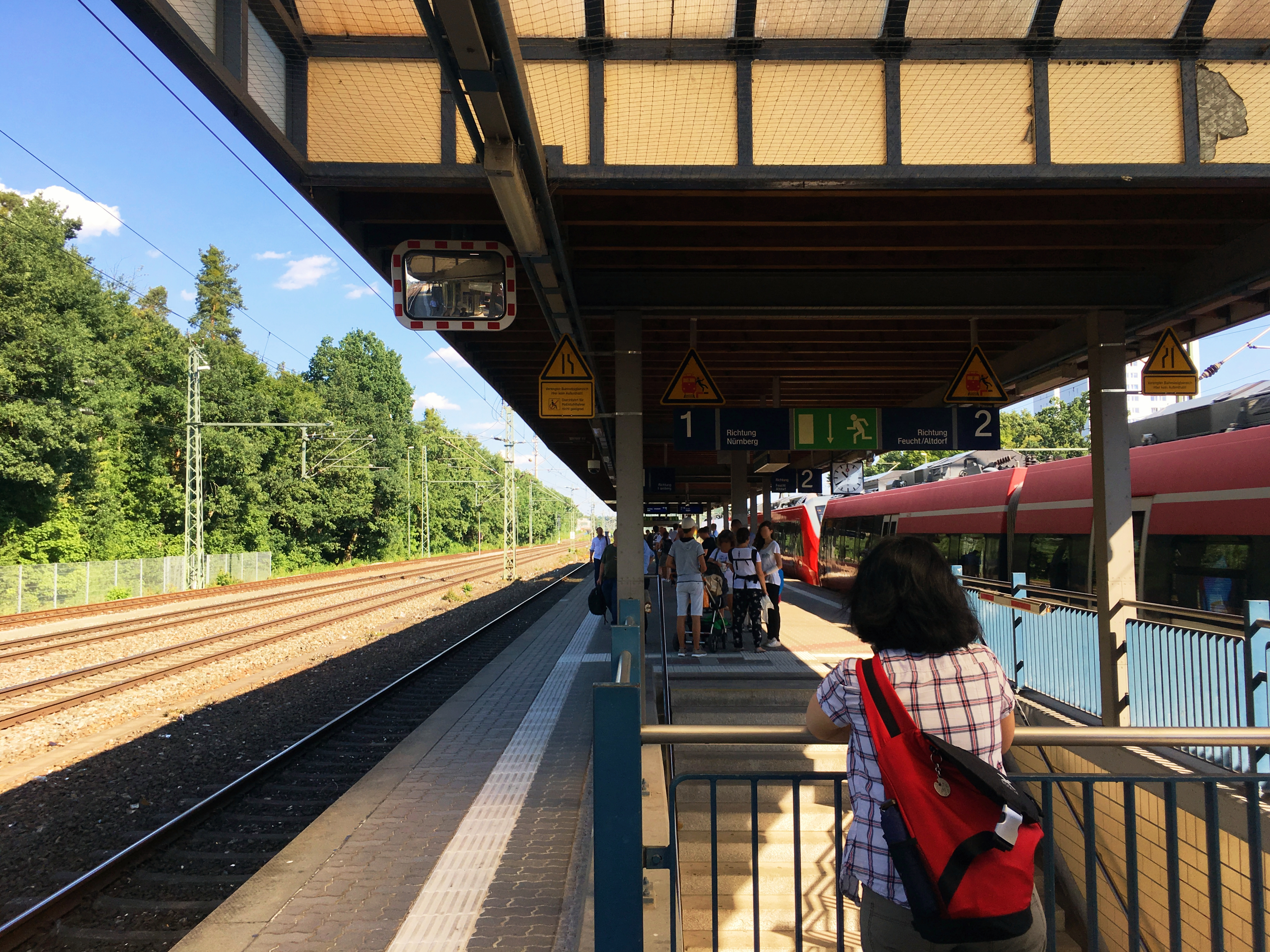
S-Bahnsteig mit S-Bahn